# نژاد اصیل (فیلم)
نژاد اصیل (به انگلیسی: Hot Blood) فیلمی به کارگردانی نیکلاس ری است که در سال ۱۹۵۶ منتشر شد. از بازیگران آن می‌توان به دوروثیا والبرت اشاره کرد.